# Rubus caudatisepalus
Rubus caudatisepalus är en rosväxtart som beskrevs av Graciela Calderón. Rubus caudatisepalus ingår i släktet rubusar, och familjen rosväxter. Inga underarter finns listade i Catalogue of Life.